# Boccardiella bihamata
Boccardiella bihamata är en ringmaskart som beskrevs av Blake och Kudenov 1978. Boccardiella bihamata ingår i släktet Boccardiella och familjen Spionidae. Inga underarter finns listade i Catalogue of Life.